# Raczkowa Czuba

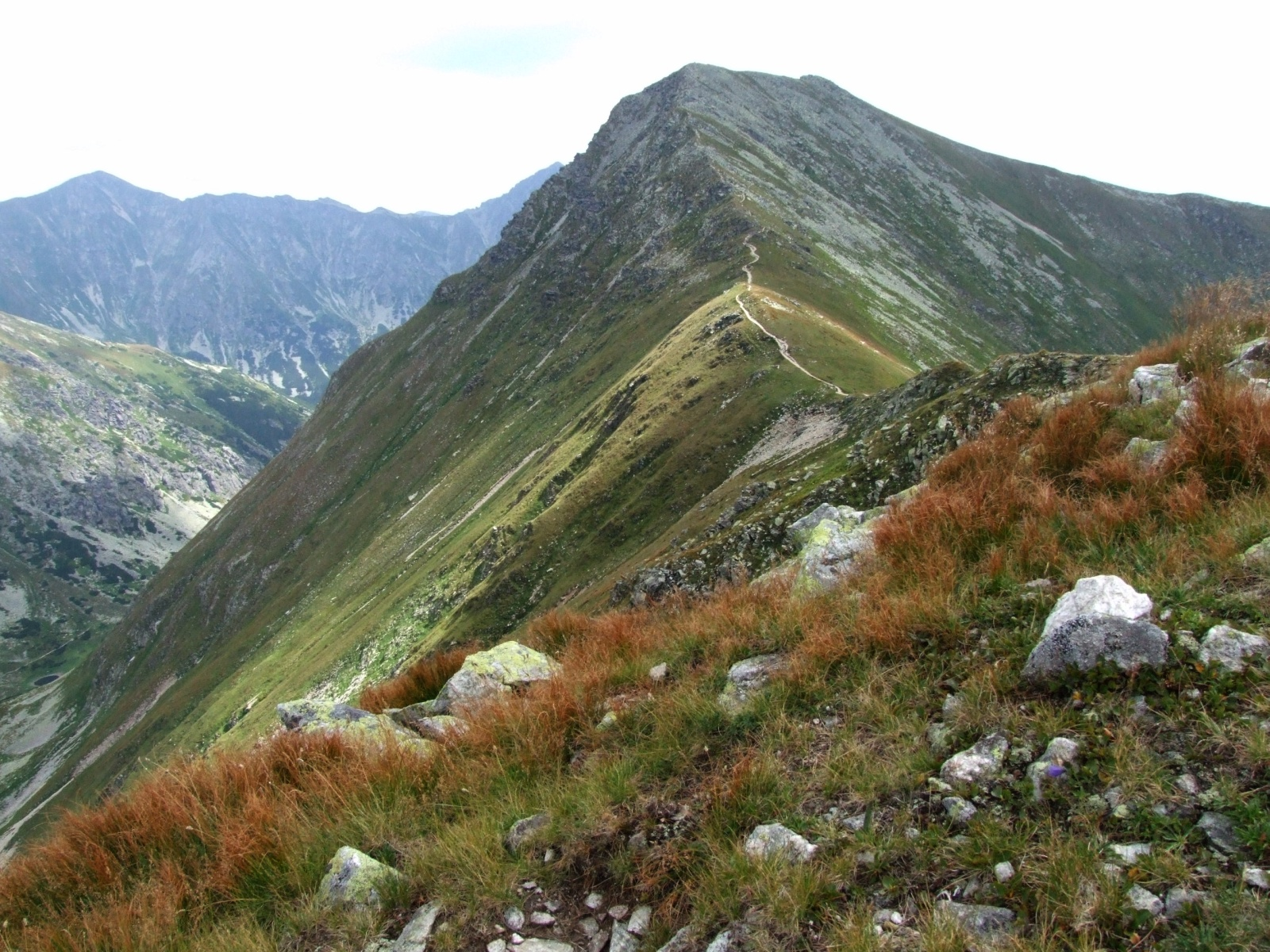
Raczkowa Czuba od strony Jarząbczego Wierchu

Raczkowa Czuba lub Jakubina (słow. Jakubina) – szczyt o wysokości 2194 m n.p.m. w masywie Otargańców w słowackich Tatrach Zachodnich. Znajduje się w tym masywie pomiędzy Jarząbczym Wierchem (2137 m), od którego oddziela ją nienazwana przełęcz (2092 m), a Wyżnią Magurą (2094 m), od której oddzielona jest Jakubińską Przełęczą (2070 m) oraz bezimiennym siodłem o wysokości 2057 m. Jest to najwyższy szczyt Otargańców i drugi co do wysokości szczyt Tatr Zachodnich. Jego zachodnie zbocza opadają do Doliny Jamnickiej, zbocza wschodnie do Doliny Raczkowej z Raczkowymi Stawami (a dokładniej Doliny Zadniej Raczkowej). Wierzchołek wznosi się ok. 500–700 m ponad tymi dolinami. Z kamienisto-trawiastych, nieporośniętych kosodrzewiną zboczy w zimie zsuwają się potężne lawiny, jedne z największych w Tatrach. W rejonie często przebywają kozice.
Raczkowa Czuba zbudowana jest ze skał metamorficznych (granodiorytów rohackich). Z jej górującego nad otoczeniem wierzchołka bardzo rozległa panorama widoków, jedna z najładniejszych w Tatrach. Znajduje się tam niewielkie wgłębienie otoczone kamieniami, dające pewną (niewielką) ochronę przed wiatrem. Na szczyt od dawna wchodzili pasterze, kłusownicy, turyści, kartografowie. Pierwsze wejście zimowe – grupa narciarzy z Zakopanego w 1910 r.
Szlak turystyczny prowadzący przez Jakubinę granią Otargańców nie sprawia trudności technicznych, jest jednak wyczerpujący ze względu na dużą liczbę podejść (suma wzniesień 1440 m). Na szlaku istnieją miejsca eksponowane. Zmylenie drogi (np. podczas mgły) może być niebezpieczne.

## Szlaki turystyczne
– niebieski z autokempingu „Raczkowa” na Niżnią Łąkę, potem zielony przez Otargańce do połączenia z czerwonym szlakiem w grani głównej.
- Czas przejścia od autokempingu Raczkowa na szczyt Raczkowej Czuby: 4:30 h, ↓ 3:30 h. Suma wzniesień: 1400 m
- Czas przejścia z Raczkowej Czuby przez Jarząbczy Wierch do grani głównej: 10 min, ↑ 15 min